# おどろ 〜陽子と田ノ中の百鬼行事件簿〜
『おどろ 〜陽子と田ノ中の百鬼行事件簿〜』（おどろ ようことたのなかのひゃっきこうじけんぼ）は、木々津克久による日本の漫画。『マガジンSPECIAL』（講談社）にて2001年10号から2003年7号まで連載された。単行本は全4巻。絶版のため、復刊ドットコムにて復刊リクエストがされている。

## あらすじ
女子高生・近藤陽子は、17歳の誕生日に、この世の本質を見抜く目「神箴眼（しんしんがん）」に目覚める。そのため幽霊が見えるようになった陽子は、ハンバーガーショップで偶然知り合った大学生・田ノ中京一とともに、様々な怪奇と立ち向かっていく。

## 登場人物

### 主要人物
近藤陽子（こんどうようこ）
市立千石高等学校に通う女子高生。生まれつき瞳の色が薄い。17歳の誕生日に、この世の本質を見抜く目「神箴眼（しんしんがん）」に目覚める。
田ノ中京一（たのなかきょういち）
十王堂大学の1年生。都市伝説や民間伝承を集めている。大学では民俗学を専攻している。
鹿島有紀（かしまゆき）
陽子の親友。
来輪恵（くるわめぐみ）
権現稲荷神宮来輪家の一人娘。神主の娘なので霊感があり、同じように幽霊が見える陽子のことをライバル視している。

## 用語
神箴眼（しんしんがん）
この世の真実を映すという色の薄い瞳。

## 書誌情報
- 木々津克久『おどろ 〜陽子と田ノ中の百鬼行事件簿〜』 講談社〈週刊少年マガジンKC〉、全4巻
  1. ISBN 4-06-313092-4
  2. ISBN 4-06-363174-5
  3. ISBN 4-06-363240-7
  4. ISBN 4-06-363282-2